# Pneumatik

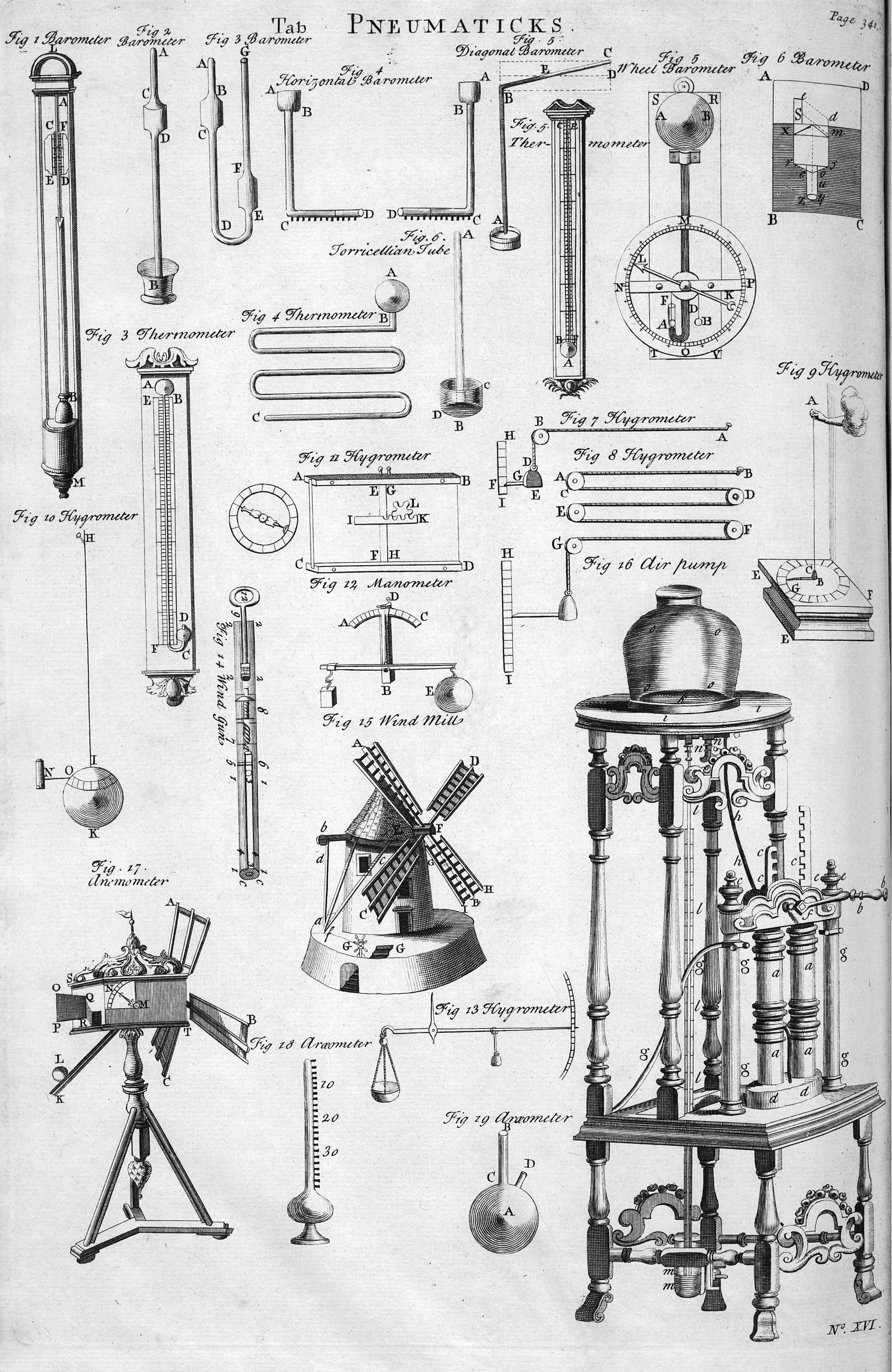
Plansch från 1728.

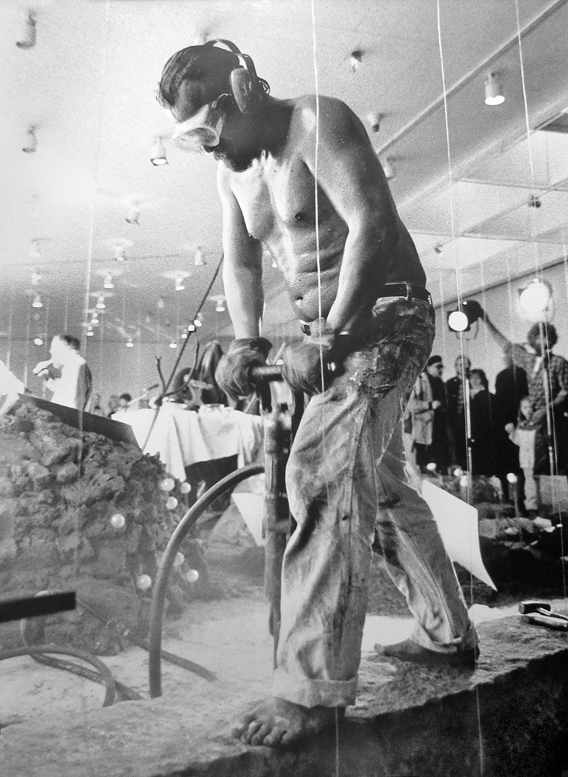
Konstnären Bjørn Nørgaard med pneumatisk borr i Malmö konsthall 1988.

Pneumatik eller tryckluftteknik, från grekiska pneuma (vind, andedräkt), innebär användning av gaser, vanligtvis luft, för att överföra, lagra och styra energi.
Pneumatik används i stor utsträckning för att skapa rörelser inom automatiserad produktion (industriautomation). Vanligt förekommande övertryck är på 4-10 bar i förhållande till atmosfärstrycket. 
Den är populär eftersom den är enkel och billig att tillämpa vid automatisering. Komponenter kan lättare tillverkas/göras små och lätta i förhållande till de el-mekaniska alternativen. Pneumatiken är även lätt att justera och reglera på plats. Då media utgörs av luft, existerar inget inköpspris. Luft, till skillnad från olja, är stötdämpande och dessutom inte brandfarligt eller miljöpåverkande samt leder bort värme vid friktion utan att ändra karaktär. Detta gör pneumatiken lämplig för tillverkning eller arbete där bibehållen hygien och/eller då säkerhet är av betydelse samt där snabba repetitiva förflyttningar behöver utföras. Den är vanligt förekommande för att skapa vakuum till t.ex. sugkoppar. Detta görs då via ejektorer.   
Låg densitet samt att luften runt om oss innehåller en del vatten i form av fukt, gör de pneumatiska lösningarna energikrävande. En anläggning för industriellt bruk kan ha en verkningsgrad på under 10%. Detta gör pneumatiska produktionslösningar extremt känsliga för ökade elpriser. Den större delen av kostnaden består i komprimering och beredning (filtrering och avfuktning/torkning) av luften. Läckage kan också utgöra en stor del av kostnaden om dessa inte upptäcks och åtgärdas i tid. 

## Komponenter
En enkel pneumatisk anläggning för hemmabruk består av ett filter, en eldriven kompressor, tryckvakt för reglering av kompressorn, en övertrycksventil, en tank och en ledning/slang som man ansluter olika handverktyg till.
En pneumatisk anläggning för industriell automation består i grunden av ett filter, en eldriven kompressor, tryckvakt för reglering av kompressorn, en övertrycksventil, någon form av torkning av luften, en eller flera tankar, huvudledning av metall eller plast som förgrenar sig till ytterligare filtrering av luften och lokal tryckreglering med enklare vattenavskiljare. Efter denna lokala tryckreglering är slangar och ventilpaket monterade för att styra aktuatorer/ställdon typ, cylindrar, motorer, ejektorer. Eventuella lokala ackumulatortankar samt ytterligare tryckreglering kan förekomma.

## Galleri

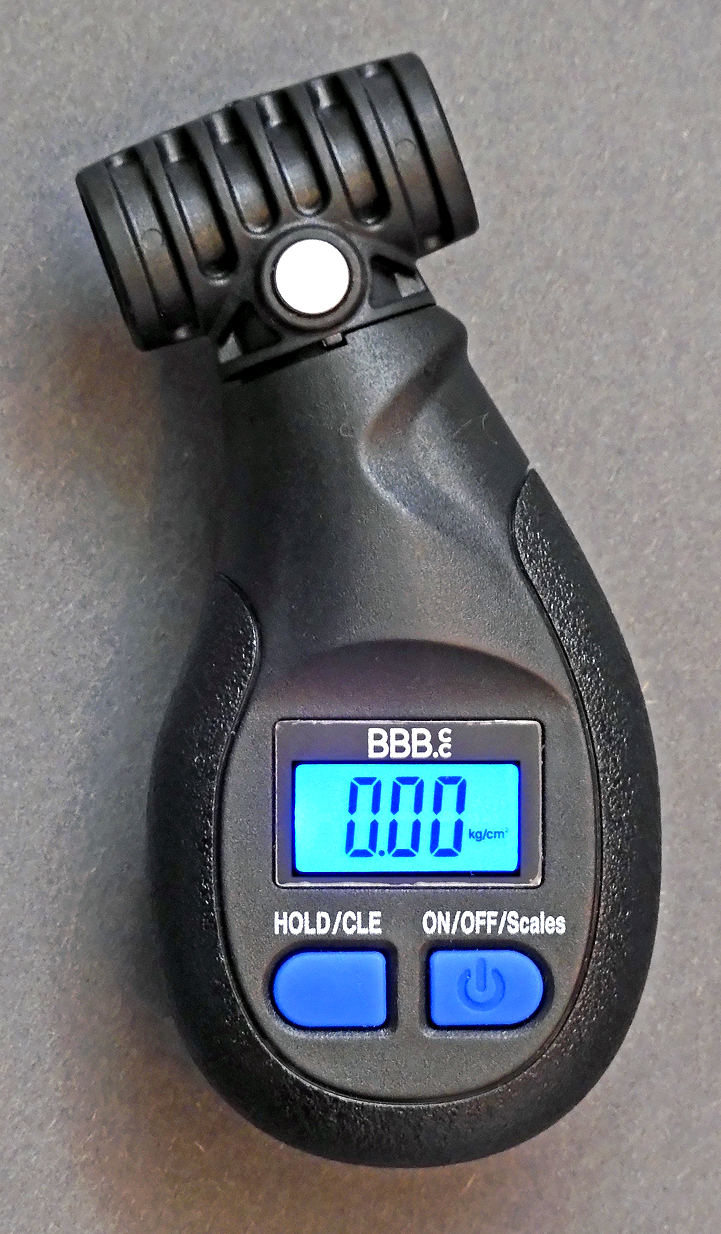
Med en Pneumeter mäter man lufttryck, på bilden en handhållen pneumeter för mätning av lufttrycket i cykeldäck.